# Purusam
Purusam var ett hardcoreband från Skellefteå som existerade 1994-1999. Mot slutet av karriären omlokaliserade de sig till Umeå.
Från att ursprungligen ha spelat en mer traditionell hardcore fast med metal-inslag och kvinnlig sångare så övertog senare de sistnämnda influenserna helt. 
Här blandas influenser från Slayer, Cardigans, Helloween, Gamma Ray och Iron Maiden med lite klassisk musik och tysk speed metal. 

## Medlemmar
- Anna-Lena Svanborg - sång, bas (1994-1998)
- Lena-Olivia Andersson - sång, bas (1998-)
- Jon Brännström - sång, gitarr (1994-1996)
- Fredrik Holmstedt - trummor
- Johnny Johansson - gitarr
- Mikael Forsgren - gitarr (1996-1998)
- Tobias Willig - sång (1996-)
- Mattias Lindmark - (1998-)

## Diskografi

### Album
- 1996 - The Way of the Dying Race (CD)
- 1997 - Daybreak Chronicles (CD)

### EP
- 1995 - Outbound (CD)

### Singlar
- 1998 - Of Light and Darkness (7")

### Demo
- 1994 - Fade